# Point de contrôle
Pour les articles homonymes, voir Checkpoint.
Un point de contrôle ou un point de contrôle d'application est un point d'un programme informatique où s'effectue, lors de l'exécution du programme, un arrêt au cours duquel sont copiées, sur un support externe (par exemple, un disque dur), les informations nécessaires afin de permettre, en cas d'arrêt ultérieur, la reprise du traitement à partir du dernier point de contrôle.